# 法律行為
法律行為（ほうりつこうい、独: Rechtsgeschäft, 仏: Acte juridique）とは、「広義においては、『法的権限…の行使として、法律効果…を生ぜしむる目的でなされる、（統治者、官吏、単なる個人を含む）個人の意思表示』である、と定義される」。
民法学上の概念としては、人が私法上の権利の発生・変更・消滅（法律効果）を望む意思（効果意思）に基づいてする行為であり、その意思表示の求めるとおりの法律効果を生じさせるものをいう。

## 概説

### 法律行為の意義
法律行為は一個または複数個の意思表示を法律事実たる要素とし、それによって一定の法律効果を生じる行為である。「法律行為」の概念は19世紀のドイツの概念法学の手法の所産とされ、英米法はもちろんフランス法にもみられない概念とされる。

### 法律行為自由の原則
近代市民社会の個人主義・自由主義の下では、私法上の法律関係は各人の自由な意思に基づく法律行為によって規律させることが原則である（法律行為自由の原則）。

## 法律行為の分類

### 単独行為・契約・合同行為

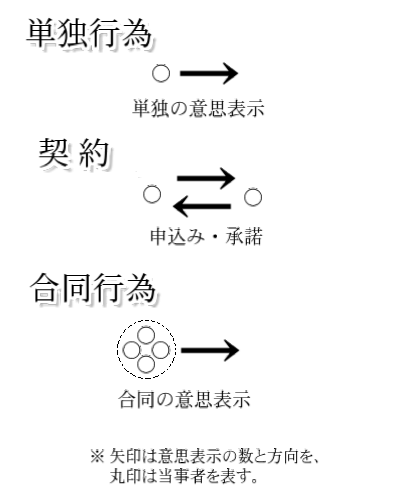
法律行為の三態様

- 単独行為
1つの意思表示により成立する法律行為[5]。遺言、取消し、解除などである[2][5]。
行政法では処分が挙げられる。
民事訴訟法では訴えの取下げ、控訴の取下げ、上告の取下げなどがある。
刑事訴訟法では公訴の取下げなどがある。
- 契約
2人以上の意思表示の合致により成立する法律行為[5]。日本の民法典では贈与、売買、交換、消費貸借、使用貸借、賃貸借、雇用（雇傭）、請負、委任、寄託、組合、終身定期金、和解を典型契約として定める。ただし、このうち民法上の組合については双務契約説と合同行為説が対立する[6]。行政法における行政契約も含まれる。
民事訴訟法における双方行為としては、管轄の合意、期日変更の合意、不控訴の合意などがある。
- 合同行為
同一の方向に向けられた複数の意思表示を要素とする法律行為[5]。社団法人の設立行為などであり、今日の通説は合同行為を契約とは別に類型化する[5]。

### 債権行為・物権行為・準物権行為
- 債権行為
債権上の効果を発生または消滅させる法律行為[5]。売買、賃貸借、消費貸借などである[5]。
- 物権行為
物権を発生または消滅させる法律行為[5]。所有権移転や抵当権設定などである[5]。
- 準物権行為
物権以外の権利を発生または消滅させる法律行為で履行問題を残さないもの[5]。債権譲渡や債務免除などである[5]。

物権行為と準物権行為をあわせて処分行為という。

### 財産行為・身分行為
- 財産行為
財産上の法律効果を生ずる法律行為[7]。
- 身分行為
身分上の法律効果を生ずる法律行為[7]。

### 有因行為・無因行為
- 有因行為
原因が欠け原因行為が無効であれば法律行為も無効となる法律行為[5]。
- 無因行為
原因が欠け原因行為が無効であっても法律行為は独立して有効とされる法律行為[5]。

### 要式行為・不要式行為
- 不要式行為
特段の方式を踏むことなく成立する法律行為。法律行為は原則として不要式行為である[7]。
- 要式行為
一定の方式を踏むことが必要とされる法律行為[7]。遺言は要式行為である[7]。また、書面や電磁的記録によることを要する保証契約（民法446条）や貸金等根保証契約（民法465条の2第3項）も要式行為である[7]。

### 生前行為・死後行為
- 生前行為
生前に法律効果を生ずる法律行為[7]。
- 死後行為（死因行為）
死後に法律効果を生ずる法律行為。遺言（民法985条）や死因贈与（民法554条）がこれに当たる[7]。

### 独立行為・補助行為
- 独立行為
それだけで成立しうる法律行為。
- 補助行為
それだけでは成立しない法律行為。

## 準法律行為
法律行為類似の概念として準法律行為がある。意思表示(効果意思・表示行為)を要素としない、人の適法な行為をいう。適法行為という点では法律行為と同じであるが、意思表示を必要としない点で法律行為と異なる。準法律行為とは、通常の意思表示とは異なるが法律行為に準ずるものとして一定の法律効果を生じる行為をいう。法律的行為とも呼ばれる。
法律行為とは異なるので、その通則である行為能力、錯誤、代理などに関する規定は原則として適用されない。準法律行為については法律行為に関する諸規定が類推適用されうる。
準法律行為には表現行為と非表現行為とがあり狭義には前者のみを指す。

### 表現行為（狭義の準法律行為）
- 意思の通知
催告や弁済の受領拒絶など、一定の意思を含んではいるが効果意思を伴わないものを意思の通知という[10][8]。
民事訴訟法では裁判所に一定の行為を求める申立て（管轄違いの申立てや訴えの併合など）が挙げられる。

- 観念の通知
代理権授与の表示（109条）など、単に一定の事実を相手方に通知するものを観念の通知という[10][8]。

- 感情の表示
単に一定の感情を発表することを感情の表示という[10]。日本の現行民法に例はないが、民法旧814条2項の離婚における宥恕（ゆうじょ）がこれにあたるとされる[9][10]。

### 非表現行為（混合事実行為）
非表現行為（混合事実行為）とは、先占（239条）、拾得（240条）、事務管理（697条）など、人の意識とは直接には関係を持たない行為を指す。